# Byzantijnse kunst
Byzantijnse kunst verwijst naar de kunst van het Byzantijnse Rijk van de 4e tot de 15e eeuw. In de ruim duizend jaar dat deze kunstvorm zich ontwikkelde, laat het een samensmelting zien van Oud-Griekse en Romeinse kunst gecombineerd met oosterse invloeden. 

## In dienst van het geloof
De Byzantijnse kunst stond in dienst van het geloof en werd veel toegepast in de vroegchristelijke kerken met het aanbrengen van religieuze mozaïeken en later fresco's en iconen. Kunstenaars beeldden vooral vertellingen af uit het leven van Jezus. De kunst werd vooral gekenmerkt door de ontwikkeling van een nieuwe esthetiek, die werd gedefinieerd door zijn opvallende "abstracte" of anti-naturalistische karakter. Als klassieke kunst werd gekenmerkt door de poging om representaties te creëren, die de werkelijkheid zo goed mogelijk nabootsten, lijkt de Byzantijnse kunst deze poging te hebben opgegeven ten gunste van een meer symbolische benadering.

### Compositie
De Byzantijnse kunstwerken moesten voldoen aan strenge regels. De werken zijn in hoge mate symmetrisch en symbolisch. Kenmerkend voor de Byzantijnse kunst is een strakke compositie. In de schilderkunst werd de persoonlijke inbreng van een kunstenaar niet gewaardeerd. In de afgebeelde miniaturen is te zien hoe Christus in het midden staat met aan weerszijden engelen. Er is een strenge verticale symmetrie toegepast.

## Kerken
Al vroeg ontwikkelden de Byzantijnen een nieuw type kerk. Uit een combinatie van de vroegchristelijke basilica en de centraalbouw ontstond de koepelbasilica. De binnenruimte was zo ingedeeld dat het leek alsof ze een geheel vormden waarmee een enorm ruimtelijk effect werd geschapen. Bekende voorbeelden zijn de Aya Sophia in Constantinopel en de  San Marco in Venetië. Een ander type kerk dat de Byzantijnen ontwikkelden is de centrale koepelbouw. Een van de beste voorbeelden van dit type kerk is de tussen 526 en 547 gebouwde  Basiliek van San Vitale in Ravenna. In de San Vitale komen de architectuur en de vroege Byzantijnse mozaïeken op een unieke wijze samen. De basiliek wordt door kunstkenners gezien als een apotheose van de vroegchristelijke kunst en behoort tot het eerste hoogtepunt van de Byzantijnse kunst.
Andere voorbeelden zijn de goudmozaïeken van de San Marco in Venetië, de mozaïekreeksen voor de Normandische heersers op Sicilië en Christus Pantocrator en de Keizer Constantijn IX Monomachus en Keizerin Zoë in de Hagia Sophia in Istanboel.
Dezelfde kunstschilders maakten de Goede Herder van het Mausoleum van Galla Placidia in Ravenna. In de naos van de Servische kloosterkerk van Mileševa werd het fresco Vrouwen en engel bij het graf van Christus geschilderd.

## Galerij met voorbeelden

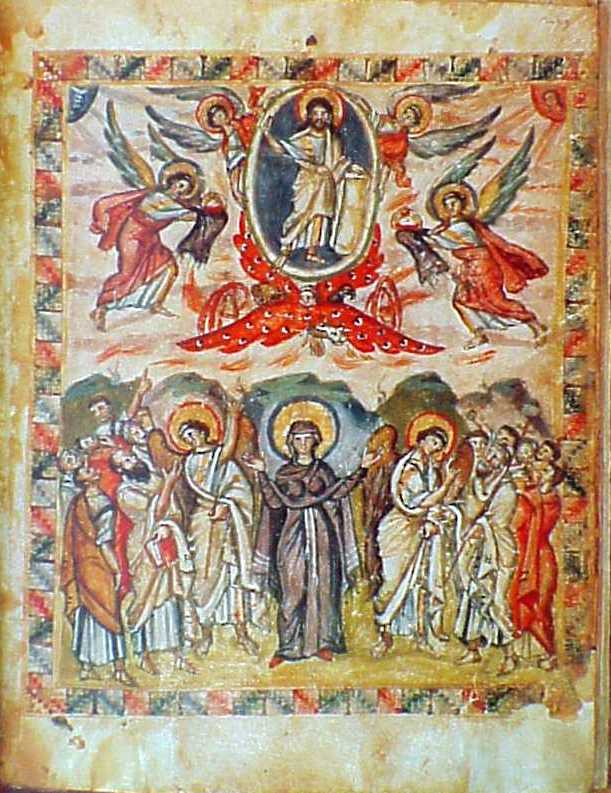
Miniatuur uit de 6de eeuw
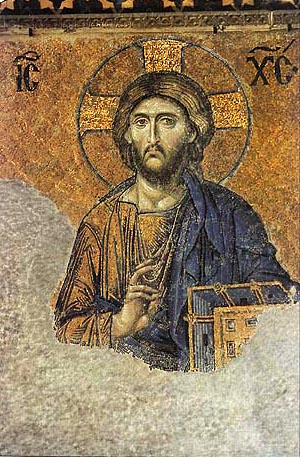
Christus Pantocrator, Hagia Sophia, Istanboel
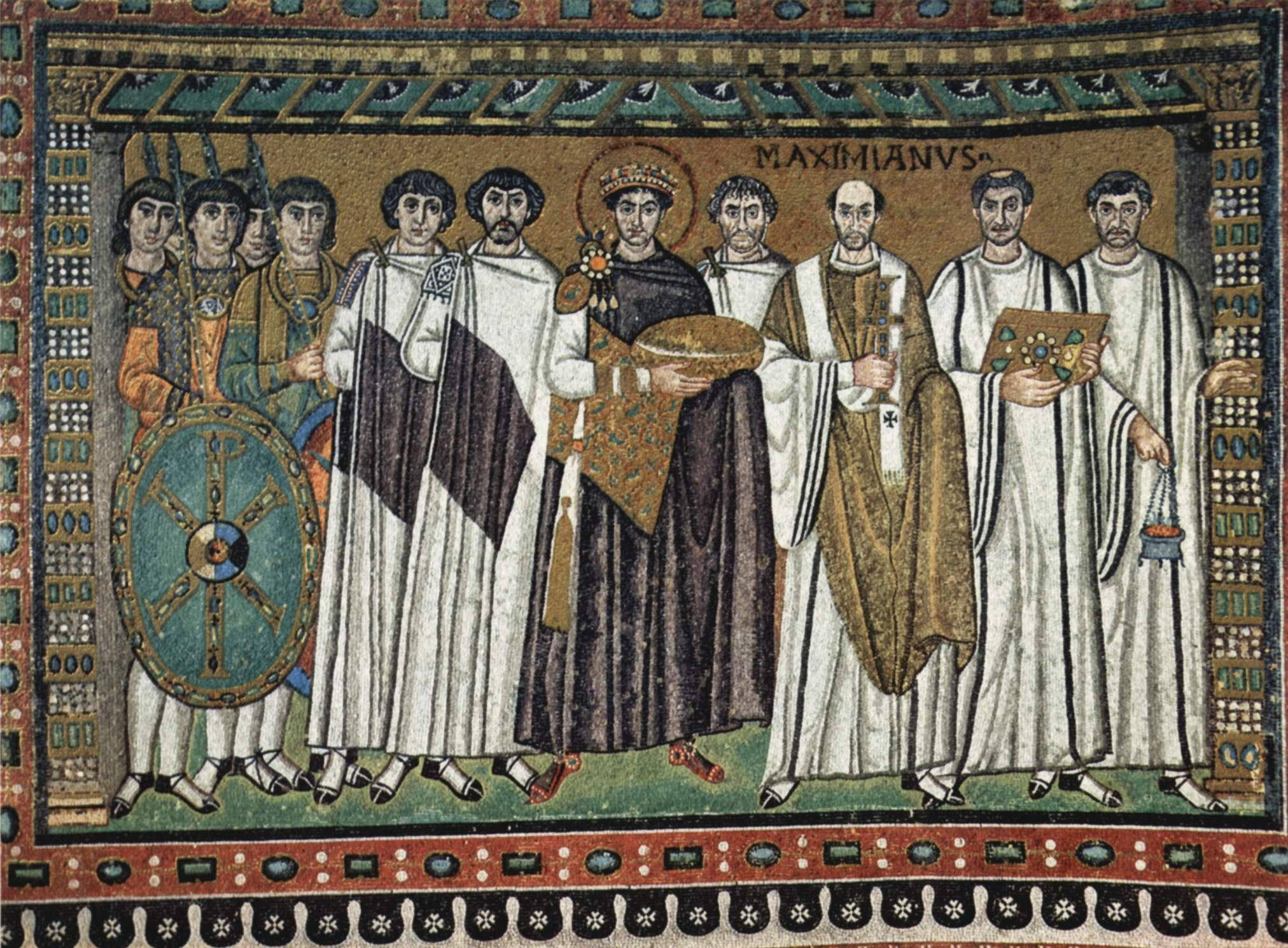
Keizer Justianus en zijn volgelingen, Basiliek van San Vitale, Ravenna
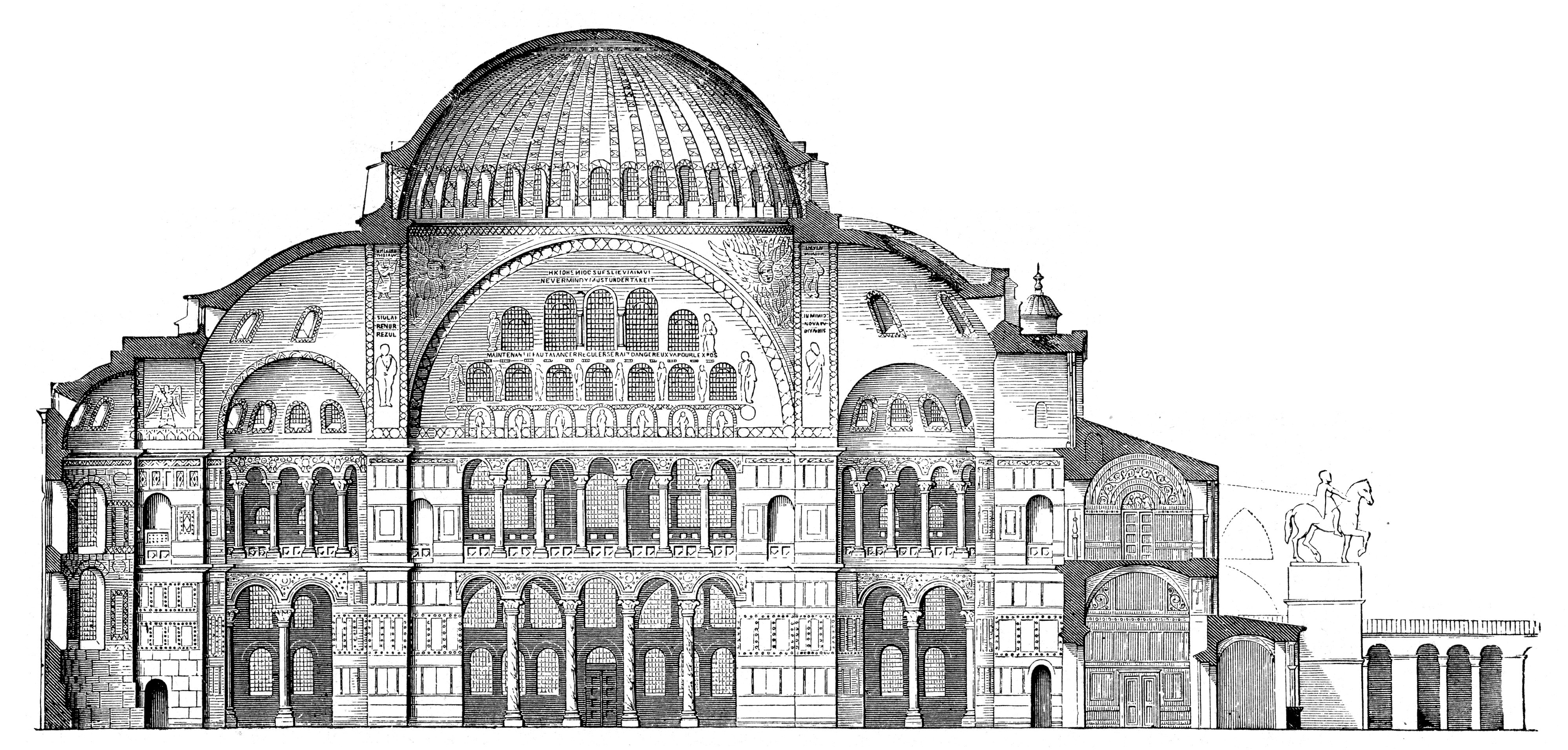
Hagia Sophia, Istanboel
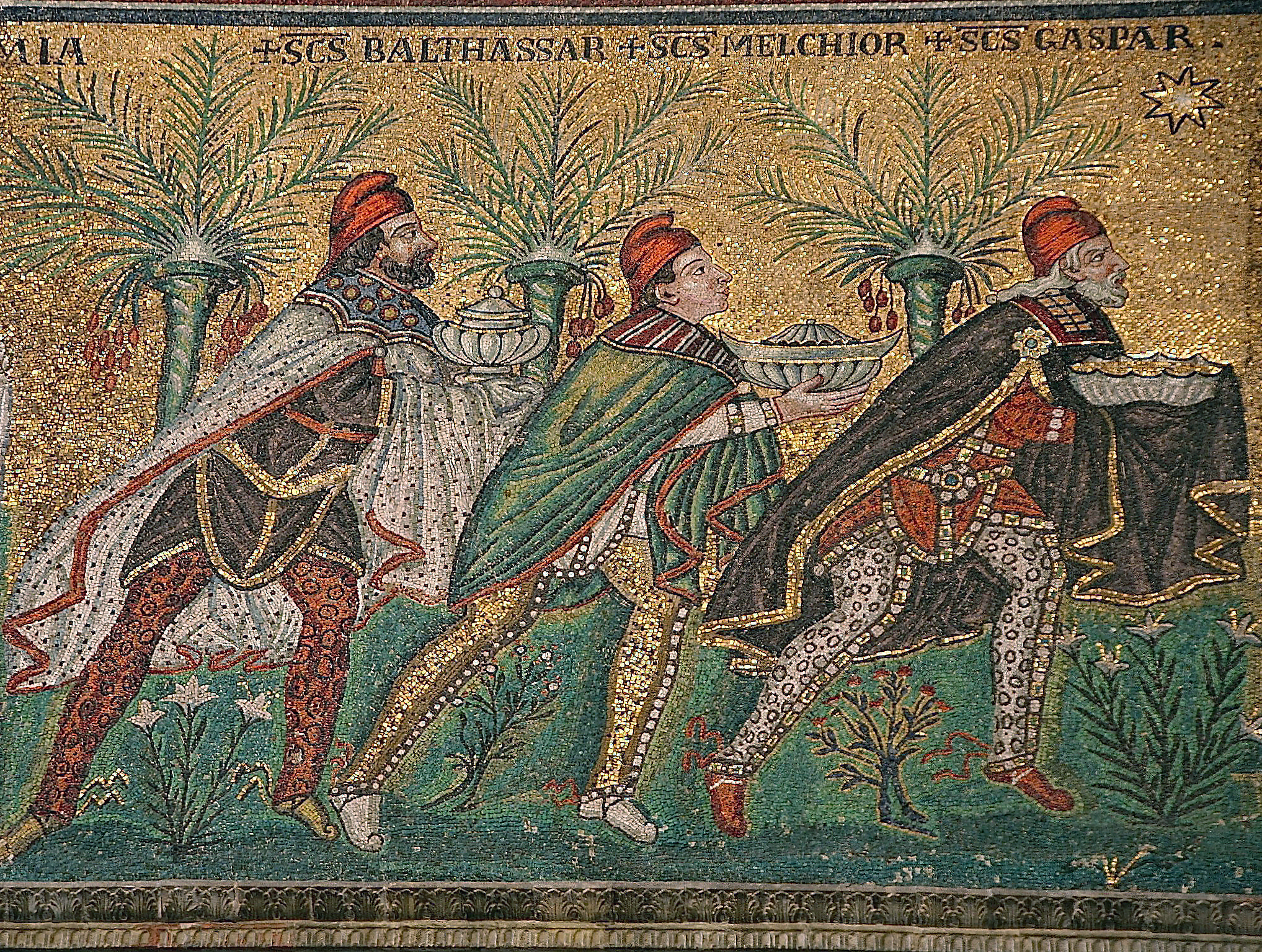
De wijzen uit het Oosten, Basiliek Sant'Apollinare Nuovo,  Ravenna. Detail van: "Maria en kind omgeven door engelen." 526.